# Фазиль Эривани
Мухаммед ибн Мухаммед Багир Эривани (перс. محمد بن محمدباقر ایروانی‎) или Фазиль Эривани (азерб. Şeyxülislam Fazil Məhəmmədbağır oğlu İrəvani; 1782—1885) — второй шейх аль-ислам мусульман Кавказа и марджа ат-таклид, в 45 лет ставший ахундом Исфахана и Тебриза.

## Биография
Фазиль родился в Ереване либо в 1782, либо в 1817 году в семье Мухаммада Бакира Эривани. Его дед Мир Абдулфаттах Эривани также был муллой. Начальное религиозное образование он получил в том же городе. В 1802 году продолжил своё образование в университете Аль-Азхар в Каире. Позже он стал учеником аятоллы Сайеда Ибрагима Казвини в Кербеле, а затем учился в Наджафе; он также был учеником Сайида Хуссейна Кухкамараи, дяди Мухаммада Худжата Кух-Камари. Согласно иранскому писателю Агиги Бахшайеши, он был преемником Кухкамараи и турецкой фракции ученых Наджафа.
Позже он стал марджей, имея 30 учеников и последователей, среди которых были Сайида Али Кухкамараи, брата его учителя, Мухаммада Хирз ад-Дина, Абдаллаха Мазендерани и Сайеда Хусейна Хаменеи (дед Али Хаменея).

### Шейх аль-ислам
В 1827 году он вернулся в родной Ереван и стал ахундом Голубой мечети. Он был назначен заместителем шейха аль-ислама Мухаммеда-Али Гусейнзаде в 1843 году и позже сменил его на посту шейха уль-ислама Кавказа до его отставки в 1846 году. Он реформировал многие духовные вопросы, в том числе лишил права никаха у мулл мечетей и передал его более образованным ахундам. Он умер 3 марта 1885 года в Ереване в глубокой старости и похоронен в Наджафе.

## Семья
1. Шейх Махмуд Эривани.
2. Шейх Мортеза Эривани.
3. Шейх Мухаммед Джавад Эривани (1870, Наджаф — 1962).
  1. Мирза Мухаммед Эривани (умер в молодом возрасте).
  2. Шейхи Казим Эривани.
  3. Шейх Мухаммед Таги Эривани (1911 — 1 ноября, 2005).
    1. Аятолла Мухаммед Багир аль-Эривани (1949, Наджаф).
    2. Дочь.
      1. Аммар ан-Накшавани.